# Jenseits von Schuld und Sühne
Jenseits von Schuld und Sühne. Bewältigungsversuche eines Überwältigten ist eine autobiographische Essaysammlung des österreichischen Schriftstellers und Auschwitz-Überlebenden Jean Améry. Das Werk gehört zu den zentralen Texten der deutschsprachigen Holocaustliteratur und ist gekennzeichnet durch eine radikale Selbstbefragung des Autors, welche auf eine „Wesensbeschreibung der Opfer-Existenz“ zielt. Gleichzeitig reflektiert Améry in seinen Essays die Verdrängungs- und Exkulpationsmomente der westdeutschen Nachkriegsgesellschaft. Seine zentrale Forderung lautet, dass dem jüdischen Verfolgten ein gleichberechtigter Raum in der öffentlichen Diskussion über die nationalsozialistische Vergangenheit eingeräumt werden muss.

## Entstehung
Neben der Veröffentlichung von Primo Levis Auschwitz-Bericht Ist das ein Mensch? (1961) und der von Améry zeitlebens als Provokation empfundenen These Hannah Arendts von der „Banalität des Bösen“ in ihrem Bericht über den Eichmann-Prozess, war es vor allem der Aufsehen erregende Frankfurter Auschwitz-Prozess, der Améry dazu bewog, seine eigenen Reflexionen über das Lagerleben und -überleben niederzuschreiben und zu veröffentlichen.
Anlässlich des ersten Frankfurter Auschwitz-Prozesses machte er Karl Schwedhelm, dem Leiter der Literaturabteilung des Süddeutschen Rundfunks, für den Améry seit 1960 als temporärer Kulturkorrespondent in Belgien gearbeitet hatte, einen Vorschlag für eine Rundfunksendung. Durch diese Anfrage, in der Améry ein „Auschwitz-Tagebuch“ ankündigte, das Reflexionen „über fundamentale existenzielle Probleme des KZ-Universums und namentlich der Reaktionen eines Intellektuellen“ enthalten solle, kam der entscheidende Kontakt zu Helmut Heißenbüttel, dem Leiter der Abteilung „Radio-Essay“ zustande – nicht umgekehrt, wie von Améry in seinen autobiographischen Werken dargestellt.
Heißenbüttel lud Améry ein, zunächst den Essay An den Grenzen des Geistes zu schreiben, dessen Ausstrahlung am 19. Oktober 1964 im Nachtprogramm des Süddeutschen Rundfunks erfolgte und von Améry selbst gelesen wurde. Aufgrund der positiven Resonanz Heißenbüttels schlug Améry im Mai 1965 die Fortsetzung der „Auschwitz-Sendung“ vor, wobei er gleichzeitig von seinem Vorhaben berichtete, ein Buch über den Themenkomplex zu veröffentlichen, jedoch gleichzeitig auf finanzielle Schwierigkeiten bei der Umsetzung des Projekts verwies. Amérys Plan stieß bei Heißenbüttel auf großes Interesse, so dass 1965/66 auch die anderen vier Essays von Jenseits von Schuld und Sühne als Radiobeiträge gesendet wurden. Helmut Heißenbüttel ebnete damit den Erfolg Amérys im westdeutschen Kulturbetrieb der 1960er Jahre. In der Folge blieb er ein ständiger Förderer Amérys und wirkte auch an der postumen Veröffentlichung der Werke Amérys mit.
Die Buchveröffentlichung von Jenseits von Schuld und Sühne war eng an die Rundfunkarbeit geknüpft, da alle Texte zuvor als Rundfunkreihen gesendet wurden und ihre Realisierung erst durch die gutbezahlte Ausstrahlung gewährleistet werden konnte. Die Essays blieben von den Arbeitsbedingungen beim Rundfunk nicht unberührt: Sie sind durch einen wiederkehrenden formalen Aufbau gekennzeichnet und umfassen 20 bis 23 Seiten, was einer Lesezeit von 50 bis 60 Minuten entspricht. Die Veröffentlichung des Buchtextes wich letztlich nur wenig von der Funkform ab, außer dass Höreranreden und Wiederholungen gestrichen wurden und Améry andere Titel wählte. Auch die Wahl der literarischen Form des Essays wurde von den funkspezifischen Möglichkeiten mitbestimmt, jedoch erfüllte dieses Genre die Ansprüche Amérys bestens, da es ihm ein offenes, von der eigenen Erfahrung ausgehendes Schreiben ermöglichte, das den Leser in die Denkbewegung einbeziehen und zur kritischen Reflexion anhalten sollte.
Im Frühjahr 1966 erschien die Erstausgabe des Buches mit einer Auflagenhöhe von 3.000 Exemplaren im Szczesny Verlag. Im Herbst desselben Jahres wurde bereits eine zweite Auflage in Auftrag gegeben, die jedoch aufgrund finanzieller Schwierigkeiten des Verlags, der in der Folge im Mai 1968 aufgelöst wurde, nicht mehr zustande kam. Améry wurde daraufhin von Heißenbüttel und dem Merkur-Herausgeber Hans Paeschke an den liberal-konservativen Klett Verlag vermittelt. In den Jahren 1977, 1980 und 1997 folgten Wiederauflagen des Essaybandes.

## Inhalt

### „An den Grenzen des Geistes“
Im ersten Essay der Sammlung geht es Améry darum, die Konfrontation des Intellektuellen mit der Grenzsituation im Konzentrationslager Auschwitz zu beschreiben. Der Intellektuelle wird dabei von Améry als ein Mensch definiert, der innerhalb eines „geistigen“, d. h. humanistischen und geisteswissenschaftlichen, Referenzrahmens lebt. Zuallererst stellt Améry die grundlegende Frage, ob das Denken dem Lagerhäftling angesichts der alltäglichen Gräuel im Lager in irgendeiner Weise helfen oder seine Situation erleichtern konnte. Die Antwort lautet, dass der Geist nicht nur nichts half, sondern den Intellektuellen allein ließ und in letzter Konsequenz sogar zu dessen Selbstzerstörung führte. Isoliert von Gleichgesinnten, verliert der Geist für den Lagerinsassen in Auschwitz seine soziale Funktion: Das tiefgreifende Kommunikationsproblem zwischen dem geistigen Menschen und seinen nicht-intellektuellen Kameraden macht es dem Intellektuellen unmöglich, den Glauben an eine geistige Welt aufrechtzuerhalten. Der Geist verkommt zu einer Irrealität, einem Sprachspiel. Améry illustriert diese These anhand einer Situation, in der er sich auf dem Rückweg vom Arbeitseinsatz an die Strophe eines Hölderlin-Gedichts erinnert, das jedoch keine geistigen Assoziationen mehr in ihm wecken kann:

„Nichts. Das Gedicht transzendierte die Wirklichkeit nicht mehr. Da stand es und war nur noch sachliche Aussage: so und so, und der Kapo brüllt „links“, und die Suppe war dünn, und im Winde klirren die Fahnen.“

Da der Geist in Auschwitz letztlich seine Grundqualität, die Transzendenz, verliert, empfindet der Lagerhäftling angesichts ästhetischer Vorstellungen, wenn nicht gar Hohn oder Schmerz, so doch wenigstens völlige Indifferenz. Schlimmer noch ist es allerdings um die Fähigkeit des analytisch-rationalen Denkens bestellt: Statt in der Grenzsituation des Lagers hilfreich zu sein, führt diese Améry zufolge direkt in die Selbstzerstörung. Im Gegensatz zu seinen „ungeistigen“ Kameraden kann der Intellektuelle vor dem Hintergrund seines humanen Weltbildes die SS-Logik der Vernichtung nicht begreifen. Sind erste Widerstände jedoch gebrochen, beginnt der an das kritische Analysieren und Hinterfragen gewöhnte Intellektuelle, alle bisherigen Gewissheiten anzuzweifeln: Angesichts der totalen Machtdemonstration des SS-Staates innerhalb der Lagermauern drängt sich dem Häftling bald die selbstzerstörerische Frage auf, ob es sich bei seiner eigenen antizipierten Vernichtung nicht um die vernünftige Durchsetzung des Rechts des Stärkeren handelt.
Améry beendet den Essay mit der zusätzlichen Frage, was der geistige Mensch aus der Erfahrung in Auschwitz gelernt habe. Améry zufolge sind die Intellektuellen weder weiser noch „tiefer“ geworden, wohl aber klüger, insofern sie skeptisch gegenüber jeglichen metaphysischen Aussagen geworden sind. Letztlich zeichnet Améry den aus dem Lager Zurückgekehrten als „entblößt […], ausgeplündert, entleert, desorientiert“ (S. 32) – kurz: als einen Menschen, der die „Alltagssprache der Freiheit“ (ebd.) erst wieder mühsam erlernen muss.

### „Die Tortur“
Améry schildert in diesem Text seine Verhaftung durch die Gestapo im Jahre 1943 und anschließende Folterung im Lager Fort Breendonk. Davon ausgehend entwickelt er gleich zu Anfang des Textes zwei Thesen, die diesen wie einen roten Faden durchziehen: Die erste These besagt, die Tortur sei „das fürchterlichste Ereignis, das ein Mensch in sich bewahren kann“ (S. 34), während die zweite lautet, dass die Tortur kein bloßes Merkmal des Dritten Reiches darstellte, sondern dessen Essenz.
Améry beschreibt den ersten Schlag, den er im Fort von seinen Peinigern erfährt, als Verletzung der eigenen physischen Grenze, die einer Verletzung des eigenen Ichs gleichkommt. Mit der Gewissheit, dass alle sozialen Konventionen – wie dem Verbot zu Schaden oder der Hilfspflicht – in der Situation der Folter nichtig geworden sind, geht ein tiefgreifender Verlust des Weltvertrauens einher. Die Schmerzen, die Améry im weiteren Verlauf seiner Folter durchlebte, liegen an der Grenze des sprachlichen Mitteilungsvermögens. Da derjenige, der bis zur Schmerzgrenze gefoltert wird, seinen Körper wie nie zuvor erfährt, bezeichnet Améry die Tortur als vollständige Verfleischlichung des Menschen. Aus diesem Grund bleibt sie unauslöschlich eingebrannt:

„Es ist noch immer nicht vorbei. Ich baumele noch immer, zweiundzwanzig Jahre danach, an ausgerenkten Armen über dem Boden, keuche und bezichtige mich. Da gibt es kein ‚Verdrängen‘.“

Auch mit seinen Peinigern beschäftigt sich Améry ausführlich. Da diese die radikale Negation des anderen zum Prinzip erheben, gesteht er sich zu, sie als Sadisten zu bezeichnen. In gleicher Weise stellen nach Améry Sadismus und Tortur die prägenden Elemente des Nationalsozialismus in seiner Gesamtheit dar.

### „Wieviel Heimat braucht der Mensch?“
In diesem Essay versucht Améry, eine Antwort auf die im Titel gestellte Frage zu finden. Dabei geht er in erster Linie auf die spezifische Situation der aus dem Dritten Reich geflohenen jüdischen Exilanten ein, trifft darüber hinaus aber – trotz eigener Vorbehalte – auch einige allgemeingültige Aussagen zum Thema Heimat. Um die prekäre Situation der jüdischen Emigranten zu verdeutlichen, grenzt Améry ihr Schicksal von dem anderer deutscher Emigranten ab: Im Gegensatz zu diesen verloren die Juden nicht nur all ihren Besitz, ihre Arbeitsplätze und die gewohnte Umgebung, sondern büßten zusätzlich ihre Mitmenschen sowie die Sprache ihrer Heimat ein. Ihre eigenen Landsleute waren seit dem Anschluss Österreichs zu Feinden geworden, während ihre Muttersprache sich im Dritten Reich mehr und mehr in eine feindselige entwickelte. Da ihnen nachträglich das Heimatrecht entzogen worden war, wussten die jüdischen Exilanten nicht mehr, wer sie waren:

„Ich war kein Ich mehr und lebte nicht mehr in einem Wir. Ich hatte keinen Paß und keine Vergangenheit und keine Geschichte.“

Heimweh wird in diesem Zusammenhang zur Selbstentfremdung, in letzter Konsequenz jedoch zur Selbstzerstörung, da das gleichzeitige Empfinden von Heimweh und Heimathass ein „unmöglicher, neurotischer Zustand“ (S. 66) ist. Das Bewusstsein, ein Verjagter zu sein, ließ Améry hingegen die Wichtigkeit der Heimat genauer erkennen. Heimat bedeutet für ihn in erster Linie Sicherheit:

„In der Heimat beherrschen wir souverän die Dialektik von Kennen-Erkennen, von Trauen-Vertrauen. […] In der Heimat leben heißt, daß sich vor uns das schon Bekannte in geringfügigen Varianten wieder und wieder ereignet.“

Im Exil hingegen ist die Mimik der fremden Menschen für den Emigranten nicht entzifferbar; in ihren Gesten, Kleidern und Häusern lässt sich keine Ordnung finden. Da die frühesten Sinneseindrücke die Persönlichkeit konstituieren, werden Améry zufolge Muttersprache und heimische Umwelt zur Vertrautheit, die ein Sicherheitsgefühl garantiert. In letzter Konsequenz bedeutet dies aber, dass es für den Exilanten keine „neue Heimat“ geben kann. Aus Amérys Perspektive wird dies besonders im Alter zu einem Problem, da der alternde Mensch im steigenden Maße von der Erinnerung an die Vergangenheit abhängig ist. Der aus dem Dritten Reich vertriebene Jude hat jedoch laut Améry kein Anrecht mehr auf seine Vergangenheit. Das nüchterne Fazit des Essays lautet daher auch kurz und knapp:

„Es ist nicht gut, keine Heimat zu haben.“

### „Ressentiments“
In diesem Essay geht es Améry darum, eine radikale Analyse der Ressentiments des Opfers gegenüber dem Tätervolk der Deutschen vorzunehmen. Améry bezeichnet sein Ressentiment durchaus mit einer gewissen Ironie als sozialen Makel, zu dem er sich aber bekennen müsse. Indem er den Begriff des Ressentiments neu definiert, zielt er drauf ab, das andauernde Gefühl als Teil seiner Persönlichkeit zu integrieren und zu legitimieren. In der zweifachen Abgrenzung gegen die negative Besetzung bei Nietzsche und in der Psychologie stellt er das Ressentiment letztlich als eine „Emotionsquelle der Moral“ (S. 98) heraus. Angesichts der begangenen Untaten stellt das Ressentiment ein Revoltieren gegen das natürliche Verstreichen der Zeit und einhergehende Vergessen in der Gesellschaft dar. Insofern enthält es für Améry ein moralisches Element, da es die sittliche Widerstandskraft des sich als moralisch einzigartig begreifenden Menschen repräsentiert.
Améry wendet sich gegen das Vergessen und die Vergebung der Schuld seitens der Opfer und fordert stattdessen die Aktualisierung des unausgetragenen Konflikts zwischen Überwältigern und Überwältigten. Für ihn hat diese Forderung nichts mit Rachsucht oder Sühne zu tun; es geht Améry primär „um die Erlösung aus dem noch immer andauernden Verlassensein von damals“ (S. 86). In diesem Zusammenhang spricht Améry auch von der Kollektivschuld der Deutschen, die er insofern als „brauchbare Hypothese“ ansieht, „wenn man darunter nichts anderes versteht als die objektiv manifest gewordene Summe individuellen Schuldverhaltens“ (S. 88). Angesichts der Masse der Täter, von denen zu viele nicht der SS angehörten, „sondern Arbeiter, Kartothekenführer, Techniker, Tippfräuleins“ (S. 90) waren, musste das Opfer zur Annahme einer statistisch verstandenen Kollektivschuld gelangen.
Die „Auslöschung der Schande“ (S. 95) und Rehabilitierung des deutschen Volkes kann Améry zufolge nur geleistet werden, indem die Geschehnisse des zwölf Jahre andauernden Dritten Reiches nicht verdrängt oder vertuscht, sondern als negatives Eigentum Deutschlands anerkannt werden. Das Ressentiment wird dabei zur unabdingbaren Voraussetzung der Selbstaufklärung der Täter, da es ihr Selbstmisstrauen weckt. Améry richtet seine engagierte Forderung insbesondere an die deutsche Jugend, die trotz ihrer Unschuld Verantwortung übernehmen solle.

### „Über Zwang und Unmöglichkeit, Jude zu sein“
Im letzten Essay der Sammlung reflektiert Améry die Aporien seiner jüdischen (Nicht-)Identität. Des Weiteren untersucht er den Prozess der Wiedererlangung seiner Würde, die ihm und allen anderen Juden mit den Nürnberger Gesetzen von der NS-Diktatur aberkannt wurde. Er beschreibt sein Verhältnis zu den Juden als Nichtverhältnis, da er nicht in einer jüdischen Umgebung oder Gemeinschaft aufwuchs und daher weder die jüdische Religion, noch ihre Kultur oder Sprache sein Eigen nennen kann. Améry begreift sich stattdessen als einen Juden ohne positive Bestimmbarkeit, der die über ihn hereinbrechende Katastrophe „ohne Gott, ohne Geschichte, ohne messianisch-nationale Erwartung“ (ebd.) bestehen musste. Seine jüdische Identität liegt vorrangig in seinem Schicksal begriffen, ein jüdisches Opfer Nazideutschlands zu sein:

„Für […] mich heißt Jude sein die Tragödie von gestern in sich lasten spüren. Ich trage auf meinem linken Unterarm die Auschwitz-Nummer; die liest sich kürzer als der Pentateuch oder der Talmud und gibt doch gründlicher Auskunft.“

Ohne dass die Weltgemeinschaft eingeschritten wäre, wurde die jüdische Bevölkerung während des NS-Regimes inmitten der deutschen Gesellschaft systematisch entwürdigt und vom Tode bedroht. Die einzige Möglichkeit, die verlorene Würde wiederzuerlangen, besteht für Améry darin, sein Schicksal als Jude anzunehmen, sich jedoch gleichzeitig in der Revolte dagegen zu erheben. Dies beinhaltet den stetigen Versuch, die Gesellschaft von der Würde des Opfers zu überzeugen. Dementsprechend verschärft Améry den bereits im Essay Ressentiments angeklungenen Appell an die deutsche Gesellschaft:

„Ihr wollt nicht wissen, wohin eure Gleichgültigkeit euch selber und mich zu jeder Stunde wieder hinführen kann? Ich sage es euch. Es geht euch nichts an, was geschah, denn ihr wusstet nicht oder wart zu jung oder noch nicht einmal auf dieser Welt? Ihr hättet sehen müssen und eure Jugend ist kein Freibrief und brecht mit eurem Vater.“

## Rezeption
Trotz oder gerade wegen der Provokationen, vor allem des Essays Ressentiments, war Jenseits von Schuld und Sühne ein immenser Erfolg beschieden, was als Indiz für das sich wandelnde erinnerungspolitische Klima in der Zeit nach dem Frankfurter Auschwitz-Prozess, den Verjährungsdebatten und im Vorfeld der 1968er-Bewegung gelten kann. Améry wurde nach den Ausstrahlungen bzw. Publikationen der Essayreihe schlagartig zu einem bekannten Autor, der vielfache Einladungen von anderen Rundfunkanstalten (Hessischer und Bayerischer Rundfunk, Sender Freies Berlin, WDR u. a.) zu Vorträgen und Lesereisen erhielt und dessen Diskussionsbeiträge bei namhaften deutschen Zeitungen (Die Zeit, Frankfurter Rundschau, Süddeutsche Zeitung u. a.) und Zeitschriften (insbesondere Merkur) gefragt waren. Spuren einer tiefergehenden Auseinandersetzung mit seinen Essays finden sich in der zeitgenössischen Literatur (etwa bei Ingeborg Bachmann, Helmut Heißenbüttel, Primo Levi und Imre Kertész) sowie in der Philosophie Theodor W. Adornos.
Trotz aller Anerkennung musste Amérys Verhältnis zu Deutschland als dem Land der Täter ambivalent bleiben. Dies zeigt exemplarisch die kurz nach der Veröffentlichung seines Essaybandes geführte Auseinandersetzung mit dem konservativen Schriftsteller Hans Egon Holthusen, der im Merkur (dem Ort der Veröffentlichung von Amérys Tortur-Aufsatz) einen längeren autobiographischen Text mit dem provokanten Titel Freiwillig zur SS veröffentlicht hatte. Darin bat Holthusen um Verzeihung für die „Fahrlässigkeit“, sich bereits im Jahre 1933 freiwillig zur SS gemeldet zu haben, wobei er sich selbst als Vertreter der „Inneren Emigration“ sowie als „Überlebenden“ stilisierte.
Es blieb Améry vorbehalten, auf die Gegensätzlichkeit zwischen dem jüdischen Überlebenden einerseits und dem SS-Mann andererseits hinzuweisen, die sich schon im Begriff Freiwilligkeit abzeichnete: „Sie gingen zur SS, freiwillig. Ich kam anderswohin, ganz unfreiwillig.“

### Originalausgabe
- Jean Améry: Jenseits von Schuld und Sühne. Bewältigungsversuche eines Überwältigten. München 1966.

### Werkausgabe
- Jean Améry: Jenseits von Schuld und Sühne, Unmeisterliche Wanderjahre, Örtlichkeiten. Band 2, Stuttgart 2002.

### Hörbuch
- Jenseits von Schuld und Sühne. Gelesen von Peter Matic. mOceanOTonVerlag, Vertrieb Grosser+Stein, 2007.

### Sekundärliteratur
- Matthias Bormuth, Susan Nurmi-Schomers: Kritik aus Passion: Studien zu Jean Améry. Göttingen 2005.
- Petra S. Fiero: Schreiben gegen Schweigen: Grenzerfahrungen in Jean Amerys autobiographischem Werk. Olms 1997.
- Torben Fischer: Jean Améry: Jenseits von Schuld und Sühne. In: Torben Fischer, Matthias N. Lorenz (Hrsg.): Lexikon der „Vergangenheitsbewältigung“ in Deutschland. Debatten- und Diskursgeschichte des Nationalsozialismus nach 1945. Bielefeld : Transcript, 2007, ISBN 978-3-89942-773-8, S. 159–161
- Sven Kramer: Die Folter in der Literatur. Ihre Darstellung in der deutschsprachigen Erzählprosa von 1740 bis nach Auschwitz. München 2004.
- Andree Michaelis: Erzählräume nach Auschwitz. (= WeltLiteraturen – World Literatures. 2). Berlin 2013.
- Gerhard Scheit: Breendonk. In: Dan Diner (Hrsg.): Enzyklopädie jüdischer Geschichte und Kultur (EJGK). Band 1: A–Cl. Metzler, Stuttgart/Weimar 2011, ISBN 978-3-476-02501-2, S. 407–411.
- Ulrike Schneider: Jean Améry und Fred Wander. (= Studien und Texte zur Sozialgeschichte der Literatur. 132). Berlin u. a. 2012
- Sylvia Weiler: Jean Amérys Ethik der Erinnerung. Göttingen 2012.